# Japán rali

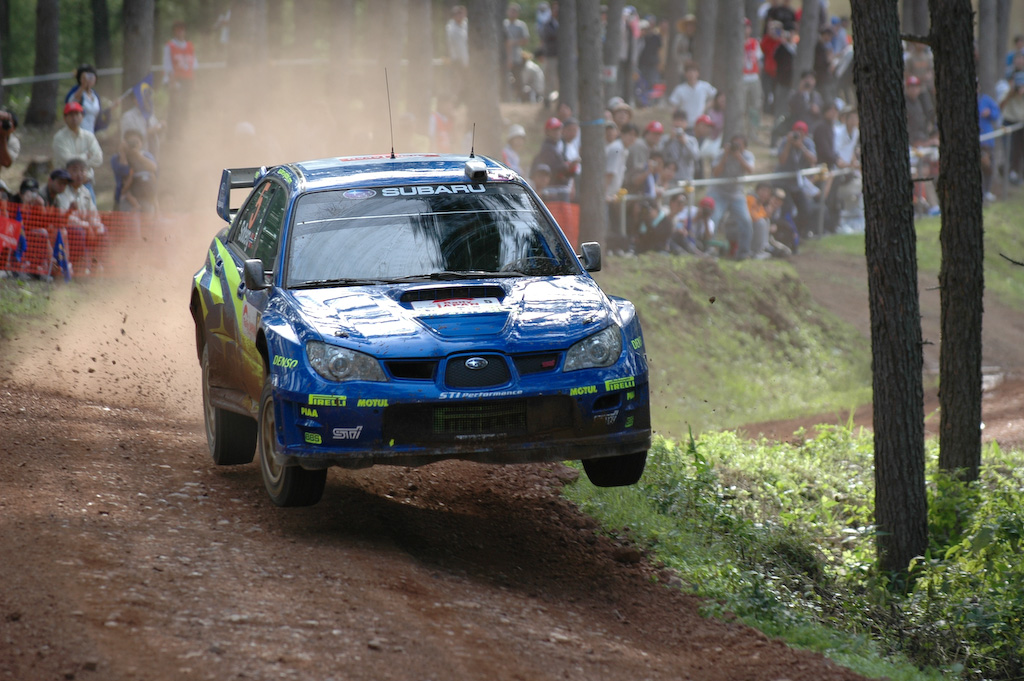
Petter Solberg a 2006-os versenyen

A Japán rali (hivatalosan: Rally Japan) egy raliverseny Japánban, Hokkaidó-szigetén. 2004 óta rendezik, első versenyt a norvég Petter Solberg nyerte. A futam a Rali-világbajnokság része.

## Története
Japán először 2004-ben adhatott otthont világbajnoki futamnak. Azt a versenyt Petter Solberg nyerte meg. A 2005-ös ralin szintén a norvég dominált, de egy baleset megfosztotta az ismétléstől, a győzelem így Marcus Grönholm ölébe hullott. 2006-ban a négyszeres világbajnok, Sébastien Loeb mindössze 5.6 másodperccel előzte meg a második helyezett Grönholmot. Ez volt a Rali-világbajnokság egyik legszorosabb befutója.

## Győztesek
| Év   | Versenyző Navigátor               | Autó                   |
| ---- | --------------------------------- | ---------------------- |
| 2004 | Petter Solberg Phil Mills         | Subaru Impreza WRC2004 |
| 2005 | Marcus Grönholm Timo Rautiainen   | Peugeot 307 WRC        |
| 2006 | Sébastien Loeb Daniel Elena       | Citroën Xsara WRC      |
| 2007 | Mikko Hirvonen Jarmo Lehtinen     | Ford Focus RS WRC 06   |
| 2008 | Mikko Hirvonen Jarmo Lehtinen     | Ford Focus RS WRC 07   |
| 2010 | Sébastien Ogier Julien Ingrassia  | Citroën C4 WRC         |
| 2022 | Thierry Neuville Martijn Wydaeghe | Hyundai i20 N Rally1   |
| 2023 | Elfyn Evans Scott Martin          | Toyota GR Yaris Rally1 |
| 2024 | Elfyn Evans Scott Martin          | Toyota GR Yaris Rally1 |